# Giải bóng đá hạng nhì quốc gia Cộng hòa Síp 2006–07
Giải bóng đá hạng nhì quốc gia Cộng hòa Síp 2006–07 là mùa giải thứ 52 của bóng đá hạng nhì Cộng hòa Síp. APOP Kinyras giành danh hiệu thứ 2.

## Thể thức thi đấu
Có 14 đội tham gia Giải bóng đá hạng nhì quốc gia Cộng hòa Síp 2006–07. Tất cả các đội đều thi đấu 2 trận, một trân sân nhà và một trận sân khách. Đội nhiều điểm nhất sẽ lên ngôi vô địch. Ba đội đầu bảng thăng hạng Giải bóng đá hạng nhất quốc gia Cộng hòa Síp 2007–08 và ba đội cuối bảng xuống hạng Giải bóng đá hạng ba quốc gia Cộng hòa Síp 2007–08.

### Hệ thống điểm
Các đội bóng nhận 3 điểm cho một trận thắng, 1 điểm cho một trận hòa và 0 điểm cho một trận thua.

## Thay đổi so với mùa giải trước
Các đội thăng hạng Giải bóng đá hạng nhất quốc gia Cộng hòa Síp 2006–07
- AEP Paphos
- Aris Limassol
- Ayia Napa

Các đội xuống hạng từ Giải bóng đá hạng nhất quốc gia Cộng hòa Síp 2005–06
- APOP Kinyras
- APEP
- THOI Lakatamia

Các đội thăng hạng từ Giải bóng đá hạng ba quốc gia Cộng hòa Síp 2005–06
- AEM Mesogis
- ASIL Lysi
- Akritas Chlorakas

Các đội xuống hạng Giải bóng đá hạng ba quốc gia Cộng hòa Síp 2006–07
- Elpida Xylofagou
- Ethnikos Assia
- SEK Agiou Athanasiou

## Bảng xếp hạng
| Vị thứ | Đội                 | St. | T. | H. | B. | BT. | BB. | HS. | Đ. | Ghi chú                                                                  | Thành tích đối đầu |
| ------ | ------------------- | --- | -- | -- | -- | --- | --- | --- | -- | ------------------------------------------------------------------------ | ------------------ |
| 1      | APOP Kinyras        | 26  | 18 | 4  | 4  | 65  | 22  | 43  | 58 | Vô địch-thăng hạng Giải bóng đá hạng nhất quốc gia Cộng hòa Síp 2007–08. |                    |
| 2      | Alki Larnaca        | 26  | 17 | 5  | 4  | 46  | 16  | 30  | 56 | Thăng hạng Giải bóng đá hạng nhất quốc gia Cộng hòa Síp 2007–08.         |                    |
| 3      | Doxa Katokopias     | 26  | 15 | 5  | 6  | 36  | 20  | 16  | 50 | Thăng hạng Giải bóng đá hạng nhất quốc gia Cộng hòa Síp 2007–08.         |                    |
| 4      | THOI Lakatamia      | 26  | 13 | 10 | 3  | 54  | 36  | 18  | 49 |                                                                          |                    |
| 5      | ASIL Lysi           | 26  | 13 | 8  | 5  | 48  | 26  | 22  | 47 |                                                                          |                    |
| 6      | Anagennisi Deryneia | 26  | 8  | 12 | 6  | 30  | 27  | 3   | 36 |                                                                          |                    |
| 7      | Omonia Aradippou    | 26  | 10 | 5  | 11 | 38  | 31  | 7   | 35 | Omonia 0-0 MEAP MEAP 0-1 Omonia                                          |                    |
| 8      | MEAP Nisou          | 26  | 9  | 8  | 9  | 33  | 40  | -7  | 35 | Omonia 0-0 MEAP MEAP 0-1 Omonia                                          |                    |
| 9      | Onisilos Sotira     | 26  | 9  | 6  | 11 | 39  | 31  | 8   | 33 |                                                                          |                    |
| 10     | APEP                | 26  | 9  | 4  | 13 | 38  | 43  | -5  | 31 |                                                                          |                    |
| 11     | Akritas Chlorakas   | 26  | 8  | 6  | 12 | 33  | 41  | -8  | 30 |                                                                          |                    |
| 12     | Chalkanoras Idaliou | 26  | 6  | 8  | 12 | 36  | 47  | -11 | 26 | Xuống hạng Giải bóng đá hạng ba quốc gia Cộng hòa Síp 2007–08.           |                    |
| 13     | Iraklis Gerolakkou  | 26  | 3  | 4  | 19 | 25  | 62  | -37 | 13 | Xuống hạng Giải bóng đá hạng ba quốc gia Cộng hòa Síp 2007–08.           |                    |
| 14     | AEM Mesogis         | 26  | 0  | 3  | 23 | 25  | 104 | -79 | 3  | Xuống hạng Giải bóng đá hạng ba quốc gia Cộng hòa Síp 2007–08.           |                    |

Hệ thống điểm: Thắng=3 điểm, Hòa=1 điểm, Thua=0 điểm
Quy tắc xếp hạng: 1) Điểm; 2) Điểm thành tích đối đầu; 3) Hiệu số đối đầu; 4) Bàn thắng sân khách đối đầu; 5) Hiệu số; 6) Số bàn thắng

## Kết quả
| ↓Home / Away→ | AEM  | AKR | ALK | ANG | APP | APK | ASL | DXK | THL | IRK | MPN | OMN | ONS | CHL |
| ------------- | ---- | --- | --- | --- | --- | --- | --- | --- | --- | --- | --- | --- | --- | --- |
| AEM           |      | 1-4 | 0-3 | 2-2 | 1-3 | 0-3 | 1-3 | 1-4 | 3-5 | 2-6 | 2-2 | 2-4 | 0-7 | 2-5 |
| Akritas       | 3-2  |     | 1-2 | 2-2 | 0-0 | 1-2 | 0-3 | 2-1 | 1-3 | 3-0 | 4-3 | 2-1 | 2-0 | 0-1 |
| Alki          | 13-0 | 1-0 |     | 1-1 | 3-2 | 0-2 | 1-0 | 1-0 | 4-1 | 4-1 | 2-0 | 1-0 | 1-0 | 0-0 |
| Anagennisi    | 3-0  | 1-1 | 1-2 |     | 1-0 | 1-1 | 1-0 | 0-2 | 0-0 | 2-0 | 2-2 | 3-1 | 1-0 | 4-1 |
| APEP          | 2-1  | 0-0 | 1-2 | 4-0 |     | 1-3 | 1-1 | 3-1 | 3-0 | 2-0 | 1-2 | 2-5 | 2-2 | 2-1 |
| APOP Kinyras  | 7-1  | 2-1 | 1-1 | 1-0 | 6-0 |     | 2-0 | 2-0 | 3-3 | 6-0 | 2-0 | 2-0 | 2-0 | 4-0 |
| ASIL          | 2-1  | 4-1 | 0-0 | 1-1 | 4-1 | 3-1 |     | 1-0 | 1-1 | 3-2 | 0-0 | 1-1 | 1-2 | 7-2 |
| Doxa          | 1-0  | 3-1 | 0-1 | 0-0 | 2-1 | 2-1 | 1-0 |     | 2-2 | 2-0 | 2-0 | 1-0 | 2-1 | 3-0 |
| THOI          | 6-0  | 2-1 | 1-0 | 3-1 | 2-1 | 2-1 | 2-2 | 1-1 |     | 2-1 | 2-2 | 1-1 | 1-1 | 2-1 |
| Iraklis       | 2-2  | 1-2 | 0-1 | 1-1 | 0-3 | 0-3 | 0-2 | 0-2 | 0-2 |     | 1-2 | 1-0 | 5-3 | 1-1 |
| MEAP          | 2-0  | 0-0 | 0-0 | 0-0 | 1-0 | 3-2 | 3-5 | 1-2 | 1-5 | 2-1 |     | 0-1 | 1-0 | 3-2 |
| Omonia        | 4-0  | 3-1 | 1-0 | 1-2 | 0-1 | 1-1 | 1-3 | 0-1 | 1-2 | 4-1 | 0-0 |     | 3-1 | 3-1 |
| Onisilos      | 3-0  | 3-0 | 2-0 | 0-0 | 2-1 | 2-3 | 0-1 | 0-0 | 2-1 | 1-1 | 2-0 | 1-2 |     | 3-0 |
| Chalkanoras   | 5-1  | 0-0 | 1-2 | 1-0 | 3-1 | 0-2 | 0-0 | 1-1 | 2-2 | 5-0 | 2-3 | 0-0 | 1-1 |     |